# Collabieae
De Collabieae vormen een tribus (geslachtengroep) van de Epidendroideae, een onderfamilie van de orchideeënfamilie (Orchidaceae)
De Collabieae worden bij de 'hogere' Epidendroideae gerekend.
Het zijn overwegend kleine, groene planten, met een verdikte stengel of pseudobulb. Ze bezitten één gebogen meeldraad met 2 harde pollinia, voorzien van een viscidium (een kleefschijfje), maar zonder caudicula (een fijn zuiltje).
In oorsprong waren de Collabieae een kleine tribus met slechts 3 of 4 geslachten, maar recentelijke DNA-analyse heeft aangetoond dat er een hele reeks geslachten uit de tribus Arethuseae ook in deze groep thuishoren. Soms worden deze opgesplitst in twee subtribi, de Collabiinae en de Phaiinae. Verder onderzoek zal uitwijzen of dit inderdaad zo is en welke geslachten er in thuishoren.

## Taxonomie
- Geslachten: 
  - Acanthophippium Blume (← Arethuseae)
  - Ancistrochilus (Rolfe, 1897 (← Arethuseae)
  - Calanthe R.Br. (← Arethuseae)
  - Cephalantheropsis Guillaumin (← Arethuseae)
  - Chrysoglossum Blume
  - Collabium Blume
  - Diglyphosa Blume, 1825
  - Eriodes Rolfe (← Arethuseae)
  - Gastrorchis Schltr.
  - Hancockia Gosse, 1877 (← Arethuseae)
  - Ipsea Lindl. (← Arethuseae)
  - Nephelaphyllum Blume, 1825 (← Arethuseae)
  - Pachystoma Blume (← Arethuseae)
  - Phaius Lour. (← Arethuseae)
  - Pilophyllum Schltr. (← Arethuseae)
  - Plocoglottis Blume (← Arethuseae)
  - Spathoglottis Blume (← Arethuseae)
  - Tainia Blume (← Arethuseae)